# マイ・マザー
『マイ・マザー』（仏: J'ai tué ma mère, 英: I Killed My Mother）は、2009年に製作されたカナダの映画。
日本では、2011年に『マイ・マザー/青春の傷口』の題でシネフィル・イマジカにて放映された後、2013年3月にアンスティチュ・フランセ東京で同題で上映され、同年11月9日に渋谷の映画館アップリンクにて『マイ・マザー』の題で劇場公開された。

## ストーリー
ケベックにある、何の変哲もない町に暮らす17歳の少年ユベール・ミネリ（グザヴィエ・ドラン）。ほかの若者たちと変わらない普通の青春を過ごす彼だったが、二人暮らしを送っている母親との関係に悩んでいた。センスのないセーターや、度重なる小言など、彼女の全てが気に障り、その愛憎が入り混じった感情に振り回されていく。そんな中、ユベールは幼少時代からなじみのある風景で、セント・ローレンス川沿いの土手に座っている母親を見つけたのを機に、ある決意を固める。

## キャスト
- ユベール・ミネリ：グザヴィエ・ドラン

母親と二人暮らしをしている17歳の少年。
- シャンタル・レミング：アンヌ・ドルヴァル
- アントナン・ランボー：フランソワ・アルノー
- ジュリー・クロウティエ：スザンヌ・クレマン
- エリック：ニールス・シュネデール

## 受賞・ノミネート
| 映画賞・映画祭 | 部門         | 候補 | 結果       |
| -------------- | ------------ | ---- | ---------- |
| サテライト賞   | 外国語映画賞 |      | ノミネート |